# One More Time...
| Recensione           | Giudizio |
| -------------------- | -------- |
| Dork                 | [ 10 ]   |
| The Guardian         | [ 11 ]   |
| Kerrang!             | [ 12 ]   |
| NME                  | [ 13 ]   |
| The Line of Best Fit | 9/10     |
| Rolling Stone        | [ 15 ]   |

One More Time... è il nono album in studio del gruppo musicale statunitense Blink-182, uscito il 20 ottobre 2023 per Columbia Records. Si tratta del primo disco dopo il ritorno del chitarrista Tom DeLonge nella formazione.
Il 25 ottobre è stata resa disponibile, sullo store ufficiale della band, una versione deluxe digitale, contenente le due tracce bonus Cut Me Off e See You. Il 27 ottobre la versione deluxe è stata resa disponibile anche per gli store digitali in streaming.
Il 6 settembre 2024 è uscita un'ulteriore edizione deluxe del disco, intitolata One More Time... Part 2 e contenente otto canzoni inedite e anticipata il 23 agosto dai singoli All in My Head e No Fun.

## Tracce

### One More Time...
Download digitale e streaming (Edizione standard)
1. Anthem Part 3 – 3:33
2. Dance with Me – 3:08
3. Fell in Love – 2:18
4. Terrified – 2:48
5. One More Time – 3:28
6. More than You Know – 3:37
7. Turn This Off! – 0:23
8. When We Were Young – 2:40
9. Edging – 2:29
10. You Don't Know What You've Got – 3:18
11. Blink Wave – 3:08
12. Bad News – 2:19
13. Hurt (Interlude) – 1:21
14. Turpentine – 3:05
15. Fuck Face – 0:27
16. Other Side – 2:10
17. Childhood – 4:17

Download digitale e streaming (Edizione deluxe)
1. Cut Me Off – 2:06
2. See You – 3:20
3. Childhood – 4:17

### One More Time... Part 2
1. Anthem Part 3 – 3:33
2. Dance with Me – 3:08
3. Fell in Love – 2:18
4. Terrified – 2:48
5. One More Time – 3:28
6. More than You Know – 3:37
7. Turn This Off! – 0:23
8. When We Were Young – 2:40
9. Edging – 2:29
10. You Don't Know What You've Got – 3:18
11. Blink Wave – 3:08
12. Bad News – 2:19
13. Hurt (Interlude) – 1:21
14. Turpentine – 3:05
15. Fuck Face – 0:27
16. Other Side – 2:10
17. Cut Me Off – 2:06
18. See You – 3:20
19. Childhood – 4:17
20. No Fun – 3:02
21. All in My Head – 2:42
22. Can't Go Back – 2:44
23. Every Other Weekend – 2:44
24. Everyone Everywhere – 3:03
25. If You Never Left – 2:58
26. One Night Stand – 3:35
27. Take Me In – 3:39

Durata totale: 74:22

## Classifiche
| Classifica (2023) | Posizione massima |
| ----------------- | ----------------- |
| Italia            | 3                 |

## Formazione
Gruppo
- Mark Hoppus – voce, basso
- Travis Barker – batteria, percussioni
- Tom DeLonge – voce, chitarra

Altri musicisti
- Kevin Bivona – tastiere (traccia 9)
- Tim Armstrong – chitarra (traccia 15)

Produzione
- Șerban Ghenea – missaggio
- Dan Book – ingegneria del suono, songwriting
- Aaron Rubin – registrazione
- Kevin Gruft – registrazione
- Nicholas Morzov – registrazione
- Bryce Bordone – ingegneria del suono aggiuntiva
- Randy Merrill – mastering
- Nick Long – songwriting